# Асимакопулос, Костас
Костас Асимакопулос (греч. Κώστας Ασημακόπουλος; мая 1936, Митилини, нома Лесбос, Греция — 7 сентября 2020) — греческий писатель

, режиссёр, сценарист, драматург и критик.

## Биография
Изучал политологию. С молодости работал с театром в качестве режиссёра и драматурга, писал киносценарии. Автор более 50 киносценариев и пяти пьес.
Один из самых известных и уважаемых греческих писателей последних десятилетий. Трижды был удостоен премиями Афинской академии, трижды Государственной премией в области театрального искусства, Международной премией Л. Пиранделло (1988), премией Французской академии литературы и искусства и медалью города Афины.
Имеет отличия Министерства культуры и науки Греции.
Председатель греческого ПЕН-клуба. Член Общества греческих писателей, Общества греческих драматургов, Союза кинокритиков, Греческого общества переводчиков литературы, Греческого киноархива и Театрального музея Эфора. Владеет английским, французским и итальянским языками.
Живет в Афинах.

## Творчество
Автор ряда исторических романов, в том числе «Убийства в Спарте», «Король и статуя», «Алтана из Парги», «Поколение заключённых», «Любовь на Корфу», «Танцующее дерево», «Õhtukellad» и др.
Произведения писателя переведены на 16 языков в том числе испанский, русский, норвежский, финский, литовский, эстонский, чешский, венгерский, украинский, румынский, болгарский, голландский, албанский, словенский, сербский, португальский и другие.
Кроме того, К. Асимакопулос — переводчик, сценарист, кино- и театральный режиссёр. По его сценариям сняты художественные фильмы «Виновники», «Хлеб для беглеца», «Запущенность», «Замечательные дни», «Семья Хорафаса», «Отступников не существует» и другие.